# Aurelio De Laurentiis

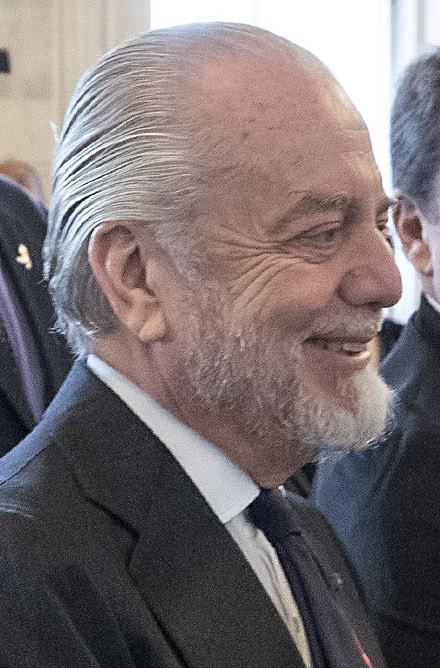
Aurelio De Laurentiis (2019)

Aurelio De Laurentiis (* 24. Mai 1949 in Rom) ist ein italienischer Filmproduzent und Fußballfunktionär.

## Leben
De Laurentiis, der Neffe von Dino De Laurentiis, trat erstmals 1977 als Filmproduzent in Erscheinung; seine Produktionsfirma ist die Filmauro, mit der er bis heute nahezu 80 Filme fertigte.
Seit 2004 ist De Laurentiis auch Vorsitzender des Fußballvereins SSC Neapel. Im selben Jahr wurde er mit dem Verdienstorden der Italienischen Republik ausgezeichnet. 2005 und 2008 erhielt er einen Nastro d’Argento für zwei seiner Produktionen.

## Auszeichnungen
Für sein „vorausschauendes, kluges, tugendhaftes und innovatives Finanzmanagement“ eines Fußballvereins erhielt De Laurentiis zum vierten Mal innerhalb von sechs Jahren den Football-Leader-Preis für Financial Fair Play.

## Filmografie (Auswahl)
- 1977: Un borghese piccolo piccolo
- 1982: Meine Freunde (Amici mei – atto II)
- 1989: Leviathan (Leviathan)
- 1994: Die römische Kanone (S.P.Q.R. 2000 e 1/2 anni fa)
- 2009: Natale a Beverly Hills